# Еритрейски народен фронт за освобождение
Еритрейският народен фронт за освобождение (ЕНФО) е въоръжена организация, борила се за независимостта на Еритрея от Етиопия.
ЕНФО е създаден през 1970 година като лява, марксистка група на интелектуалци, която се отделя от Еритрейския фронт за освобождение (ЕФО). Предимно християнският ЕНФО и мюсюлманският ЕФО водят оспорвана гражданска война между 1972 и 1979 г., която ЕНФО печели. В резултат през 1980 г. Народният фронт става основната бунтовническа сила в Еритрея. След новия сблъсък между двете групи в периода 1980-1983 ЕФО е окончателно победен и се прехвърля в Судан.
През 1991 ЕНФО, заедно с етиопската марксистка организация Тиграйски народен освободителен фронт (ТНОФ), побеждава етиопската армия в Западна Еритрея. В началото на май 1991 ТНОФ поема властта в Етиопия, а на 24 май ЕНФО организира военен парад на победата в Асмара.
Днес ЕНФО е преименуван на Еритрейски фронт за демокрация и справедливост и е единствената политическа партия в страната. ЕФДС е ляво ориентирана светска партия, стремяща се към модернизация и развитие на Еритрея чрез въвеждане на социалистически обществен модел, съчетан с пазарна икономика.